# Louison Roblin
Louison Roblin ou Louise Roblin, née Louise Cécile Sainjon est une actrice française née le 28 avril 1930 à Champlitte dans la Haute-Saône et morte le 27 octobre 2016 à Clamart.

## Biographie
Élève au Conservatoire, promotion 1953, cette actrice de théâtre a joué avec Ginette Garcin dans Le Clan des veuves, Michel Sardou dans L'Homme en question, Roger Carel, entre autres.
Elle a joué de nombreux rôles au théâtre, au cinéma, au music hall et à la télévision  de 1950 à 2008.
Elle a tourné en 2006 dans un épisode de Central Nuit de la saison 4, Embuches de Noël aux côtés de Michel Creton et Vanessa Demouy. Elle a joué la mère de Roland Magdane et Catherine Jacob dans Comment lui dire. Elle a joué Le Jardin de Brigitte Buc en tournée.

## Théâtre
- 1952 : Les Fous de Dieu de Friedrich Dürrenmatt, mise en scène Catherine Toth, Théâtre des Noctambules
- 1954 : Le Seigneur de San Gor de Gloria Alcorta, mise en scène Henri Rollan, Jacques Mauclair
- 1957 : La Mouche bleue de Marcel Aymé, mise en scène Claude Sainval, Comédie des Champs-Élysées
- 1958 : Scènes de comédie d'Alain, mise en scène François Maistre, Théâtre de Lutèce
- 1960 : Les Trois Sœurs d'Anton Tchekhov, mise en scène Sacha Pitoëff, Théâtre de l'Alliance française
- 1960 : Mère Courage et ses enfants de Bertolt Brecht, mise en scène Jacques Mauclair, Grenier de Toulouse Festival de Sarlat
- 1961 : Le Cheval chinois d'Armando Curcio, Théâtre Charles de Rochefort
- 1961 : Mère Courage et ses enfants de Bertolt Brecht, mise en scène Jacques Mauclair, Grenier de Toulouse Festival de Sarlat
- 1964 : Maître Puntila et son valet Matti de Brecht, mise en scène Georges Wilson, TNP Théâtre de Chaillot
- 1964 : Le Dernier des métiers  de Boris Vian, mise en scène Nicolas Bataille, La Grande Séverine
- 1965 : Mère Courage et ses enfants de Bertolt Brecht, mise en scène Jacques Mauclair, Grenier de Toulouse Théâtre Daniel Sorano Toulouse
- 1966 : Chant public devant deux chaises électriques d'Armand Gatti, mise en scène de l'auteur, TNP
- 1968 : La Mère de Bertolt Brecht, mise en scène Jacques Rosner, TNP Théâtre de Chaillot
- 1969 : La Paille humide d'Albert Husson, mise en scène Michel Roux, Théâtre de la Michodière
- 1970 : Pucelle de Jacques Audiberti, mise en scène Gabriel Monnet, Théâtre national de Nice
- 1971 : Coquin de coq de Sean O'Casey, mise en scène Gabriel Monnet, Théâtre national de Nice
- 1981 : Lorna et Ted de John Hale, mise en scène Michel Fagadau, Théâtre de Boulogne-Billancourt
- 1985 : Lorna et Ted de John Hale, mise en scène Michel Fagadau, Petit Marigny
- 1987 : Lorna et Ted de John Hale, mise en scène Michel Fagadau
- 1987 : L'Affaire du courrier de Lyon d'Alain Decaux et Robert Hossein, mise en scène Robert Hossein, Palais des congrès de Paris
- 1993 : Tailleur pour dames de Georges Feydeau, mise en scène Bernard Murat, Théâtre de Paris
- 2000 : Elsa l'étrangère, biographie imaginaire d'après Louis Aragon et Elsa Triolet, mise en scène Claude Darvy, Théâtre du Lucernaire
- 2002 : L'Homme en question de Félicien Marceau, mise en scène Jean-Luc Tardieu, Théâtre de la Porte-Saint-Martin et en tournée
- 2006 : Le Clan des veuves de Ginette Garcin, mise en scène Édouard Pretet, Théâtre des Bouffes-Parisiens[3]
- 2007 : Lorna et Ted de John Hale, mise en scène Michel Fagadau

## Filmographie succincte

### Cinéma
- 1949 : Zone frontière de Jean Gourguet
- 1958 : Paris nous appartient de Jacques Rivette : l'amie de Pierre
- 1974 : Les Vacanciers de Michel Gérard : Louison Chatton
- 1974 : Impossible... pas français de Robert Lamoureux : Madeleine, la secrétaire
- 1975 : Les Galettes de Pont-Aven de Joël Séria : la marchande de la première boutique
- 1980 : Inspecteur la Bavure de Claude Zidi : l'avocate de la victime
- 1994 : Petits Arrangements avec les morts de Pascale Ferran : la grand-mère de Jumbo (voix)
- 1999 : Pas de scandale de Benoît Jacquot
- 1999 : Le Battement d'ailes du papillon de Laurent Firode : la voisine d'Irène
- 2000 : Les Fantômes de Louba de Martine Dugowson : Mme Ursule
- 2012 : Un jour mon père viendra de Martin Valente : la grand-mère

### Télévision
- 1960 : Trésor-party de Bernard Régnier, d'après le roman Money in the Bank (Valeurs en coffre) publié en 1946 par Pelham Grenville Wodehouse, mise en scène Jean-Christophe Averty.
- 1963 : Cent ans d'amour : La Danse devant le miroir (pièce de François de Curel), émission télévisée d'André Gillois, réalisation de Maurice Château : Louise
- 1965 : Les Complices de l'aube, de Maurice Cazeneuve
- 1969 : Que ferait donc Faber ? (série) réal. par  Dolorès Grassian
- 1969 : En votre âme et conscience, épisode : L'Affaire Deschamps ou la reconstitution de  Jean Bertho
- 1972 : Talleyrand ou Le Sphinx incompris de Jean-Paul Roux : Mme de Staël
- 1974 : Les Cinq Dernières Minutes de Claude Loursais, épisode Rouges sont les vendanges
- 1975 : Les renards de Philippe Joulia
- 1975 : Guerre au troisième étage de Pavel Kohout (écrivain)
- 1977 : Au théâtre ce soir : La Femme de ma vie de Louis Verneuil, mise en scène Michel Roux, réalisation Pierre Sabbagh, Théâtre Marigny
- 1978 : Messieurs les jurés : L'Affaire Montigny d'André Michel
- 1978 : Les Jeunes Filles de Lazare Iglesis
- 1978 : L'Équipage d'André Michel : Pamela
- 1979 : Le tourbillon des jours de Jacques Doniol-Valcroze : Félicie
- 1980 : Les Cinq Dernières Minutes Jean-Yves Jeudy, épisode Un parfum d'Angélique
- 1993 : Maigret : Maigret et les témoins récalcitrants de Michel Sibra : la patronne du bistrot
- 1998 : H (série) : Une thérapie de couple : Madame Rodier
- 2006 : Comment lui dire de Laurent Firode : Gisèle